# Cherchez la femme (nummer)
"Cherchez la femme" is een nummer van de Amerikaanse band Dr. Buzzard's Original Savannah Band. Het verscheen op hun debuutalbum Dr. Buzzard's Original Savannah Band uit 1976. Op 23 oktober van dat jaar werd het uitgebracht als de enige single van het album.

## Achtergrond
De muziek van "Cherchez la femme", naar het Nederlands te vertalen als "Zoek de vrouw", is geschreven door basgitarist August Darnell, terwijl de muziek is geschreven door pianist Stony Browder jr. Het is geproduceerd door Sandy Linzer. De volledige titel van het nummer luidt "Whispering"/"Cherchez la femme"/"Se si bon" [sic]. "Whispering" is een lied uit 1920 dat werd gecomponeerd door John Schonberger en werd uitgebracht door Paul Whiteman. "Se si bon" werd in 1947 geschreven als "C'est si bon", gecomponeerd door Henri Betti met tekst van André Hornez.
In de openingszin van "Cherchez la femme" wordt verwezen naar platenbaas Tommy Mottola, die ervoor zorgde dat de band zijn eerste platencontract kon tekenen. Het groeide uit tot de grootste hit van de groep en bereikte de nummer 1-positie in de Amerikaanse Dance Club Songs-lijst, terwijl in de Billboard Hot 100 plaats 27 werd bereikt. Het werd ook een grote hit in Nederland, waar het tot de derde plaats in de Top 40 en de tweede plaats in de Nationale Hitparade kwam, en in Vlaanderen, waar het de zevende positie in een voorloper van de Ultratop 50 behaalde.
In 1994 werd "Cherchez la femme" gecoverd door Gloria Estefan op haar album Hold Me, Thrill Me, Kiss Me. In juni 1995 werd deze versie uitgebracht als single, die de negentiende plaats in de Amerikaanse Hot Dance Music/Club Play-lijst behaalde. In 2000 bracht rapper Ghostface Killah het lied "Cherchez la Ghost" uit, dat een sample van "Cherchez la femme" bevat.

## Hitnoteringen

### Nederlandse Top 40
| Hitnotering: 14-05-1977 t/m 23-07-1977 | Hitnotering: 14-05-1977 t/m 23-07-1977 | Hitnotering: 14-05-1977 t/m 23-07-1977 | Hitnotering: 14-05-1977 t/m 23-07-1977 | Hitnotering: 14-05-1977 t/m 23-07-1977 | Hitnotering: 14-05-1977 t/m 23-07-1977 | Hitnotering: 14-05-1977 t/m 23-07-1977 | Hitnotering: 14-05-1977 t/m 23-07-1977 | Hitnotering: 14-05-1977 t/m 23-07-1977 | Hitnotering: 14-05-1977 t/m 23-07-1977 | Hitnotering: 14-05-1977 t/m 23-07-1977 | Hitnotering: 14-05-1977 t/m 23-07-1977 | Hitnotering: 14-05-1977 t/m 23-07-1977 |
| Week                                   | 1                                      | 2                                      | 3                                      | 4                                      | 5                                      | 6                                      | 7                                      | 8                                      | 9                                      | 10                                     | 11                                     |                                        |
| -------------------------------------- | -------------------------------------- | -------------------------------------- | -------------------------------------- | -------------------------------------- | -------------------------------------- | -------------------------------------- | -------------------------------------- | -------------------------------------- | -------------------------------------- | -------------------------------------- | -------------------------------------- | -------------------------------------- |
| Nummer                                 | 22                                     | 10                                     | 8                                      | 7                                      | 4                                      | 3                                      | 3                                      | 5                                      | 7                                      | 18                                     | 29                                     | uit                                    |

### Nationale Hitparade
| Hitnotering: 14-05-1977 t/m 16-07-1977 | Hitnotering: 14-05-1977 t/m 16-07-1977 | Hitnotering: 14-05-1977 t/m 16-07-1977 | Hitnotering: 14-05-1977 t/m 16-07-1977 | Hitnotering: 14-05-1977 t/m 16-07-1977 | Hitnotering: 14-05-1977 t/m 16-07-1977 | Hitnotering: 14-05-1977 t/m 16-07-1977 | Hitnotering: 14-05-1977 t/m 16-07-1977 | Hitnotering: 14-05-1977 t/m 16-07-1977 | Hitnotering: 14-05-1977 t/m 16-07-1977 | Hitnotering: 14-05-1977 t/m 16-07-1977 | Hitnotering: 14-05-1977 t/m 16-07-1977 |
| Week                                   | 1                                      | 2                                      | 3                                      | 4                                      | 5                                      | 6                                      | 7                                      | 8                                      | 9                                      | 10                                     |                                        |
| -------------------------------------- | -------------------------------------- | -------------------------------------- | -------------------------------------- | -------------------------------------- | -------------------------------------- | -------------------------------------- | -------------------------------------- | -------------------------------------- | -------------------------------------- | -------------------------------------- | -------------------------------------- |
| Nummer                                 | 27                                     | 10                                     | 10                                     | 7                                      | 4                                      | 3                                      | 2                                      | 6                                      | 12                                     | 21                                     | uit                                    |

### NPO Radio 2 Top 2000
| Nummer met noteringen in de NPO Radio 2 Top 2000 | '99  | '00 | '01  | '02  | '03  |
| ------------------------------------------------ | ---- | --- | ---- | ---- | ---- |
| Cherchez La Femme                                | 1430 | -   | 1512 | 1201 | 1789 |

1. ↑  Een '-' betekent dat het nummer niet was genoteerd en een vetgedrukt getal geeft de hoogste notering aan.
2. ↑  Deze tabel is bijgewerkt tot en met de laatste editie (2024).